# Mai 1927

## Événements
- En France, le service militaire est ramené à un an.

- 3 mai au 17 juin : le comte de la Vaux, président de la Fédération aéronautique internationale effectue un tour d'Europe en utilisant 26 appareils différents sur 13 405 km.

- 4 mai (Nicaragua) : les États-Unis parviennent à faire cesser la « guerre constitutionaliste » (1926-1927) en obligeant libéraux et conservateurs à trouver un arrangement par le pacte d'Espino Negro prévoyant des élections pour 1928 supervisées par les Américains. Un leader libéral, Augusto César Sandino refuse le compromis et poursuit la lutte avec son « Armée de défense de la souveraineté nationale » (1927-1933).

- 5 mai : création de la Compagnie générale aéropostale qui succède à Latécoère.

- 7 mai[1] : le Parti social-démocrate de Roumanie devient le Parti social-démocrate (PSD, Partidul Social Democrat).

- 8 mai : les Français Charles Nungesser et François Coli, partis du Bourget, se lancent dans une tentative de traversée de l'Atlantique nord sans escale dans le sens est-ouest sur un « Levasseur » baptisé l'Oiseau blanc. Ils disparaissent en mer, probablement au large de Terre-Neuve.

- 9 au 11 mai : vol d'essai de Charles Lindbergh sur son Spirit of St. Louis entre San Diego et New York, soit 3 920 km en 21 heures et 45 minutes.

- 10 mai : 
  - Le général Carlos Ibáñez del Campo se fait élire président au Chili à la suite d'une élection frauduleuse. Il instaure une dictature progressiste qui modernise l'État : professionnalisation de l'administration, réforme du système éducatif, interventionnisme économique, nouveau code du travail (1931).
- Concordat entre le Royaume de Roumanie et le Vatican[2].

- 14 mai : lancement du Cap Arcona à Hambourg.

- 16 mai : Louis-Alexandre Taschereau (libéral) est réélu Premier ministre du Québec.

- 17 mai : premier vol du chasseur britannique Bristol Bulldog I.

- 18 mai : attentat de la Bath Consolidated School.

- 20 au 21 mai : l'Américain Charles Lindbergh effectue la première traversée de l'Atlantique nord sans escale entre New York et Paris le Bourget, à bord d'un Ryan baptisé Spirit of St. Louis. Le vol, effectué sans radio, uniquement « aux instruments », dure 33 heures 30 minutes pour un parcours d'environ 5 780 km. Lindbergh empoche les 25 000 dollars du « Prix Orteig » et connaît un triomphe considérable à Paris, à New York puis dans toute l'Europe.
  - 20 mai : lors de sa traversée de l'Atlantique, Charles Lindbergh survole à bord du Spirit of Saint Louis les provinces de Nouvelle-Écosse et Terre-Neuve, concrétisant ainsi que le chemin le plus court en avion pour relier l'Amérique à L'Europe doit passer par le nord est du Canada.

- 22 mai : 
  - Tremblement de terre à Nanchang. Il fait 200 000 victimes[3].
  - Tchang Kaï-chek enlève aux communistes l'arsenal de Hanyang.

- 26 mai : inauguration de la ligne Berlin - Cologne - Paris par la compagnie allemande Deutsche Luft Hansa et la compagne française Farman.

- 28 mai, Canada : le gouvernement de William Lyon Mackenzie King met sur pied le premier régime de pension de vieillesse.

- 30 mai : 500 miles d'Indianapolis. Le pilote américain George Souders s'impose sur une Duesenberg.

## Naissances
- 1er mai : 
  - Greta Andersen, nageuse danoise.
  - Albert Zafy, homme d'État malgache († 13 octobre 2017).
- 4 mai : Jacques Lanzmann († 21 juin 2006), écrivain français.
- 5 mai : Sylvia Fedoruk, lieutenante-gouverneure de la Saskatchewan († 26 septembre 2012).
- 8 mai : László Paskai, cardinal hongrois, archevêque émérite de Budapest († 17 août 2015).
- 13 mai : Pierre Falize, homme politique belge († 13 juillet 1980).
- 14 mai : 
  - Frank Miller, premier ministre de l'Ontario († 21 juillet 2000).
  - Herbert W. Franke, écrivain de science-fiction autrichien († 16 juillet 2022).
- 16 mai : Jean Marco Markovitch alias Marco Perrin, acteur français († 17 février 2014).
- 18 mai : François Nourissier, écrivain français († 15 février 2011).
- 20 mai :
  - José Artur, animateur de radio journaliste français († 24 janvier 2015).
  - Franciszek Macharski, cardinal polonais, archevêque émérite de Cracovie († 2 août 2016).
  - David Hedison, acteur arméno-américain († 18 juillet 2019).
- 25 mai : Robert Ludlum, écrivain américain († 12 mars 2001).
- 28 mai : Dennis Malcolm Reader, auteur de bande dessinée britannique († 31 mars 1995).

- 29 mai : Varkey Vithayathil, cardinal indien, archevêque émérite d'Ernakulam († 1er avril 2011).
- 30 mai : Clint Walker, acteur américain († 21 mai 2018).

## Décès
- 1er mai : Harald Sohlman, éditeur suédois (° 24 janvier 1868).
- 8 mai : Charles Nungesser, aviateur français (° 15 mars 1892).
- 11 mai : Juan Gris (José Victoriano Gonzalez), peintre espagnol (° 23 mars 1887).
- 15 mai : Zofia Paluchowa, modèle et mannequin polonaise (° 1899).
- 27 mai : Boris Koustodiev, peintre russe (° 7 mars 1878).